# 邹运明
邹运明（1962年—）河北省沧州市河间市米各庄镇希插村人，中国人民解放军少将。

## 生平
邹运明是中国共产党党员。1979年进入河北化工学院学习。1983年毕业后参军。后毕业于中国人民解放军石家庄陆军学院，获军事学硕士学位。他还曾获古代文学硕士学位。历任陆军某集团军排长、指导员、师政治部组织科干事，集团军党委秘书、秘书处处长、干部处处长，第一一二师政治部主任，陆军第三十八集团军装甲第六师政委等职。2009年升任陆军第三十八集团军副政委。2011年，接替吴刚升任陆军第三十八集团军政委。2015年9月，在纪念中国人民抗日战争暨世界反法西斯战争胜利70周年大会中，邹运明作为新型坦克方队领队参加阅兵式，也成为56位将军领队中唯一的陆军集团军政委。2017年，在深化国防和军队改革中，陆军第三十八集团军番号撤销，邹运明也成为该集团军末任政委。2017年，邹运明出任东部战区陆军副政委兼东部战区陆军党委政法委书记。
2010年7月，晋升为少将军衔。